# Homopus
Rùa đốm (Danh pháp khoa học: Homopus) là một chi rùa cạn trong họ rùa Testudinidae, chúng gồm các loài rùa có kích thước nhỏ, trong đó có loài Rùa đốm Speckled padloper

## Các loài
Chi này gồm các loài sau:
- Homopus areolatus (H. areolatus)
- Homopus boulengeri (H. boulengeri)
- Homopus femoralis (H. femoralis),
- Homopus solus (H. solus, H. bergeri)
- Homopus signatus (H. signatus),

## Loài tí hon
Rùa đốm Speckled padloper Homopus signatus con trưởng thành cũng chỉ có 11 cm nhưng đủ lớn để chúng có thể bắt nạt đồng loại tranh giành thức ăn. So với kích thước chung của loài rùa thì rùa đốm bé hơn 16 lần loài rùa Galaparos. Chiếc mai màu lốm đốm có tác dụng rất tốt trong việc ngụy trang trước mọi kẻ thù và cũng do quá yếu đuối nên loài rùa đốm thường ẩn mình trong các tảng đá.
Việc duy trì nòi giống cũng gặp khó khăn, vì cơ thể mỗi con cái chỉ đủ chỗ cho 1 quả trứng mỗi lần sinh. Điều này dãn đến tình trạng chúng đang bị đe dọa nguy cơ tuyệt chủng trước nạn săn bắn, động vật ăn thịt và mất môi trường sống.